# معهد ناصر (مستشفى)
معهد ناصر أو مستشفى معهد ناصر أحد المعاهد التابعة لوزارة الصحة المصرية وقد كان تابعا بالسابق للمؤسسة العلاجية في القاهرة ويوجد بالمعهد 885 سريرا تغطي 43 من التخصصات الطبية. كما يوجد به عدد 23 غرفة عمليات و20 غرفة زرع نخاع و51 سريرا رعاية مركزة و10 أسرة رعاية متوسطة و45 وحدة للغسيل الكلوي و41 عيادة متخصصة.

## المراكز المتخصصة بالمعهد

### مركز جراحة القلب المفتوح
يعد مركزا متقدما بنتائجه العالمية، وهو على اتصال مستمر وتبادل خبرات مع أكبر مراكز جراحة القلب في العالم، كما يوجد تعاون مع العديد من الجامعات في الولايات المتحدة والدول الأوروبية.
وهو أكبر مركز صحي لجراحات القلب المفتوح في الشرق الأوسط وافربقبا وفيه أكبر الاستا>ه في مصر والعالم العربي
وقد تم عمل أكبر العمليات واخطرها في هذا المعهد
'مركز جراحة الأوعية الدموية والقسطرة التداخلية:'
```
تجرى مختلف جراحات الأوعية الدموية وقصور الشرايين الطرفية والقدم السكرية

و تمدد الشريان الأورطي جراحيا وباستخدام القسطرة العلاجية ويضم المركز نخبة من امهر الأطباء في مصر والعالم'
```

### مركز أمراض الكلى
يتكون مركز أمراض الكلي في معهد ناصر من
1- وحدة الاستصفاء الدموي:
تحتوي على 46 جهاز غسيل كلوي يتم بها إجراء عمليات الاستصفاء الدموي لحوالي 280 مريض
2- وحدة الرعاية المركزة لأمراض الكلى:
تحتوي على أربعة أجهزة لاستصفاء الدموي يتم أجراء الاستصفاء للحالات الطارئة والمرضي بالرعايات المركزة
3- وحدة زراعة الكلى:
تحتوي على 5 غرف للرعاية المركزة لمرضى زراعة الكلي ويتم إجراء حوالي 60 عملية لزراعة الكلى سنويا
4-وحدة امراض الكلى:
20 سرير لعلاج المرض المصابين بأمراض الكلى المختلفة

## الاستشاريون
- أ.د/ عصام خضر رئيس القسم ورئيس الجمعية المصرية لأمراض الكلى
- أ.د/ أشرف دنيا أستاذ أمراض الكلى بالمعهد القومي للكلى والمسالك
- أ.د/ مجدي الشرقاوي أستاذ أمراض الكلي بجامعة عين شمس
- أ.د/ وليد مسعود أستاذ أمراض الكلي ورئيس قسم الكلى بمستشفى أحمد ماهر التعليمي

### مركز أمراض الكبد
تعتبر وحدة الجهاز الهضمى والكبد بمعهد ناصر من الوحدات الهامة التي تستقطب عدد كبير من من أطباء وزارة الصحة بالمديريات المختلفة وذلك لقضاء فترة النيابة ومدتها 4 سنوات يتدرج خلالها الطبيب في التدريب والتعليم إلى أن يؤهل بعد انقضاء المدة والحصول على درجة علمية في التخصص. كما تعتبر الوحدة من أهم المراكز في تنفيذ البرنامج التدريبى للزمالة المصرية في تخصص الجهاز الهضمى والكبد حيث ينضم إليها بصفة دورية مجموعة من الأطباء من داخل وخارج البلاد وذلك للتدريب لمدة عامين ويشرف على هذا التدريب مجموعة من المدربين الأكفاء تحت رعاية رئيس الوحدة
توجد بالوحدة عدة مجموعات علمية خدمية مثل:
- مجموعة أمراض القولون التقرحية ومرض كرونز
- مجموعة متلازمة بد-كيارى
- مجموعة أمراض الكبد المناعية
- مجموعة أورام الكبد
- مجموعة التليف الكبدى مجهول السبب
- مجموعة أمراض البنكرياس
- مجموعة إستسقاء البطن
- مجموعة الالتهاب الكبدى الفيروسى

وأهم أهداف هذه المجموعات هو الارتقاء بالبحث العلمي واستخراج خطوط الإرشاد الدولية لتشخيص وعلاج الأمراض كما أنها تعتبر مرجعية علمية خدمية للمرضى.
- يتم إلحاق مجموعة من متدربى الزمالة المصرية بتخصص الباطنة العامة وذلك للتدريب بالوحدة بصفة دورية.
- يتم عمل لقاءات علمية دورية ومستمرة لمتابعة التطور العلمي في مجال التخصص.
- يتم التنسيق بصفة دورية ومستمرة لحضور المؤتمرات الطبية التابعة للتخصص.
- المشاركة في دراسات علمية دولية ضمن مراكز متعددة لتطوير خطط التشخيص والعلاج للمرضى (وذلك برعاية شركات عالمية)

### مركز زرع النخاع
قد تمت أول عملية زرع نخاع عظمى من متبرع في الإنسان في سنة 1968 ومنذ ذلك الحين زادت أعداد زراعة النخاع العظمى الذاتي ومن متبرع وتقدر بحوالى 50000 حالة زرع على مستوى العالم في سنة 2001. وبدأت زراعة النخاع في مصر سنة 1988 وتم عمل أكثر من ألف حالة زرع خلال الـ18 سنة الماضية. وفي أبريل 1997 تم افتتاح وحدة زرع النخاع العظمى وتبلغ الطاقة الإستيعابية للمركز حوالى (مائتي) مريض سنوياً كحالات زرع نخاع. ومنذ ذلك الحين تقدم الوحدة خدمة زراعة النخاع العظمى الذاتي ومن متبرع لأمراض الدم الحميدة والسرطانية ونقص المناعة التي تحتاج إلى زراعة نخاع. ويتم استخدام الخلايا الجزعية الطرفية بدلا من النخاع العظمى لإجراء العملية مما يوفر على المتبرع النزول إلى غرفة العمليات وإعطاءه مخدر كلي. وكذلك سرعة عودة معدلات الدم إلى صورتها الطبيعية وبالتالى تقليل مضاعفات العملية.
ويتم زراعة النخاع العظمى من متبرع في الأمراض الأتية:
- اللوكميا الميلودية الحادة (عالية الخطورة أو في حالة كمون ثاني)
- لوكميا الليمفاوية الحادة (عالية الخطورة أو في حالة كمون ثاني)
- اضطراب وظائف النخاع العظمى
- فشل النخاع العظمى
- لوكيما الليمفاوية المزمنة
- لوكميا الميلودية المزمنة
- آنيميا البحر المتوسط
- آنيميا الخلايا المنجلية
- أمراض نقص المناعة الوراثية

الحالات التي فيها زرع النخاع الذاتى
يتم زراعة النخاع الذاتى عن طريق الخلايا الجزعية الطرفية
- أورام الغدد الليمفاوية (في حالة كمون ثان أو عالية الخطورة)
- الميلومة المتعددة
- اللوكميا الليمفاوية المزمنة
- أورام العقد العصبية

### مركز جراحة العمود الفقري
هو المركز الوحيد بالشرق الأوسط لعلاج كسور العمود الفقري وحالات الإعوجاج الخلقي وأورام العمود الفقري التي تتم بمعدلات نجاح كبيرة، والمركز على اتصال ب55 مركزا لجراحة العمود الفقري في العالم عن طريق الإكرولينك (شبكة الاتصال عن بعد).
يقوم فريق العمل بالوحدة بجميع عمليات العمود الفقرى ذات المهارات الخاصة لعلاج اصابات والأم وتشوهات العمود الفقرى، تثبيت الكسور وأورام العمود الفقرى وذلك بموتوسط حوالى 945 حالة سنويا.
- علاج تشوهات العمود الفقرى: يتم اصلاح التشوهات باستخدام احدث الأجهزة ثلاثية الأبعاد التي تتميز بالقدرة على تصليح الإعوجاج بدرجة كبيرة بدون الحاجة إلى وضع المريض في الجبس وبامكانية عودة المريض إلى المنزل خلال أيام معدودة وإلى ممارسة نشاطه الطبيعى في خلال اسابيع قليلة وكذلك يتم تصليح حالات الإعوجاج الشديدة التي لم يكن من الممكن تصليحها بالأنظمة القديمة.
- الأم أسفل الظهر: يتم إجراء العمليات الجراحية باحدث الأساليب التي تشمل ازالة الغضروف باستخدام الميكروسكوب أو استئصال الغضروف من نافذة صغيرة بما لا يؤثر على ثبات الفقرات كذلك يتم علاج الحالات التي تم إجراء عمليات لها ولم يتم لها الشفاء.
- إستئصال الأورام: تقوم الوحدة بالتنسيق مع أساتذة جراحة الأورام والمخ والأعصاب لعلاج حالات الأورام في العمود الفقرى. واستبدال الفقرات المصابة وتثبيت العمود الفقرى وما يتبع ذلك من علاج كميائى أو اشعاعى.
- التهابات الفقرات: تعالج الوحدة الالتهابات الصديديه بالعمود الفقرى وبعد عودة ظهور الأمراض الدرنية بالفقرات تقوم الوحدة بعلاجها بالجراحة والإستئصال وللمركز خبرة طويلة في علاج التهابات العمود الفقرى.
- التهابات الفقرات: تعالج الوحدة الالتهابات الصديدية بالعمود الفقرى وبعد عودة ظهور الأمراض الدرنية بالفقرات تقوم الوحدة بعلاجها بالجراحة والإستئصال وللمركز خبرة طويلة في علاج التهابات العمود الفقرى.

### مركز العلاج بالأكسجين والهواء المضغوط
يعد من أكبر المراكز الموجودة بالشرق الأوسط لما يقدمه من خدمة متقدمة لحوادث الغطس والعديد من الأمراض الأخرى.

### مركز جراحة عظام الأطفال
يقوم بإجراء جراحات العظام المختلفة للأطفال تحت إشراف أساتذة متخصصين على رأسهم الدكتور محمد السبكي ومساعدية الاطباء محمد إبراهيم. عبد الله. عبد الحليم. محمد طربه

### مركز جراحة المفاصل الصناعية
يقوم المركز بإجراء عمليات جميع المفاصل الصناعية للمرضى تحت اشراف الأستاذ الدكتور هشام عبد الباقي ونخبة من الاستشاريين.

### مركز علاج السكر
يقدم المركز خدمة علاج ومتابعة مرضى السكر ويشرف عليه فريق عمل من مختلف التخصصات الطبية.

### مركز أمراض الدم
يكمل المركز العمل الخاص بوحدة زرع النخاع كما يقوم بتقديم العلاج لمرضى أمراض الدم ومتابعة حالات زرع النخاع.

### وحدة التطبيب عن بعد والعيادة التابعة لها
هذا بالإضافة إلى الجراحة العامة وجراحة التجميل والمسالك البولية والباطنة والصدر والنساء والتوليد والأطفال والأطفال المبسترين وغيرها.